# NGC 7590
NGC 7590 في الفهرس العام الجديد، هي مجرة، تقع في كوكبة الكركي. اكتشفت في 14 يوليو 1826 بواسطة جيمس دنلوب.

## روابط خارجية
- NGC 7590 على موقع ويكي سكاي: DSS2, SDSS, GALEX, IRAS, Hydrogen α, X-Ray, Astrophoto, Sky Map, Articles and images